# Maite Nkoana-Mashabane
Maite Nkoana-Mashabane (Magoebaskloof, 30 de setembro de 1963) é uma política sul-africana que é a ministra da Mulher, Juventude e Pessoas com Deficiência. Foi ministra do Desenvolvimento Rural e Reforma Agrária, de 2018 a 2019, e anteriormente atuou como ministra das Relações Internacionais e Cooperação, de 2009 a 2018. É membro do Comitê Executivo Nacional (NEC) do Congresso Nacional Africano (ANC).

## Biografia

### Anos inicias
Nasceu em Magoebaskloof e cresceu em Ga-Makanye, na província de Limpopo. Durante a década de 1980, época do Apartheid, foi um membro ativo da Frente Democrática Unida (UDF).
Após o desbanimento do Congresso Nacional Africano (African National Congress, ANC), em 1990, ela serviu o partido em várias estruturas, incluindo a Liga das Mulheres do ANC (African National Congress Women's League, ANCWL) e participou ativamente do relançamento da ANCWL no país. Foi nomeada Alta-comissária da África do Sul na Índia e na Malásia.
Atuou como presidente da ANCWL em Limpopo e como membro do Comitê de Trabalho Nacional (National Working Committee, NWC) da organização, de 1992 a 1995.

### Assembleia Nacional
Foi deputada na Assembleia Nacional, entre 1994 e 1995, e, posteriormente enviada a missões diplomáticas em países como Índia, Malásia e Maldivas.
Entre suas referências políticas, ela destaca as mulheres que lideraram a "Marcha da Mulheres", de 1956, liderada por Lilian Ngoyi, Helen Joseph, Albertina Sisulu e Sophia Williams-De Bruyn.

### Comitê Executivo Nacional
Em dezembro de 2012, foi reeleita como membro do Comitê Executivo Nacional (National Executive Committee, NEC) do partido na 53ª Conferência Nacional, realizada em Mangaung, província do Estado Livre. Sua primeira eleição para o NEC foi na Conferência Nacional do partido, em dezembro de 2007, realizada em Polokwane.

### Ministérios
Em 10 de maio de 2009, foi nomeada pelo presidente Jacob Zuma, ministra de Relações Internacionais e Cooperação. Durante o seu mandato, em 14 de abril de 2011, a África do Sul tornou-se membro do grupo de economias emergentes sob a bandeira dos BRICS (Brasil, Rússia, Índia, China, África do Sul).
Foi presidente da Conferência das Nações Unidas sobre as Mudanças Climáticas de 2011, realizada em Durban, de 28 de novembro a 11 de dezembro daquele ano.
Foi empossada para um segundo mandato como ministra das Relações Internacionais e Cooperação em 26 de maio de 2014 até 26 de fevereiro de 2018, já na presidência de Cyril Ramaphosa, quando foi nomeada ministra de Desenvolvimento Rural e Reforma Agrária, até 29 de maio de 2019, quando foi designada para o Ministério da Mulher, Juventude e Pessoas com Deficiência, onde está atualmente.

## Vida pessoal
Seu falecido marido, o ex-embaixador sul-africano na Indonésia, Norman Mashabane, foi chamado de volta daquele país depois que acusações de assédio sexual foram feitas contra ele. Mais tarde, ele foi considerado culpado dessas acusações no Supremo Tribunal de Pretória e renunciou ao cargo de conselheiro político.
Ele morreu em um acidente de carro fora de Polokwane, capital da provincia de Limpopo, em 2007.